# IOS (Betriebssystem)
iOS ist ein von Apple entwickeltes mobiles Betriebssystem für das iPhone und den iPod touch. Im September 2019 wurde die Variante für das iPad als eigenständiges iPadOS von iOS getrennt, wobei die jeweiligen Updates in der Regel nahezu zeitgleich erfolgen.
Auf iOS basieren ebenfalls ab Version 4 die Apple-TV-Software, die auf der zweiten und dritten Generation des Apple TV läuft und mit der vierten Generation des Apple TV in tvOS umbenannt wurde, sowie watchOS für die Apple Watch.
Im Gegensatz zu Apples Konkurrenten, die ihr eigenes mobiles Betriebssystem oft auch an andere Gerätehersteller lizenzieren, wird iOS nur auf eigenen Geräten von Apple eingesetzt. iOS ist ein macOS-Derivat und basiert auf Darwin, das wiederum auf das ab 1986 entwickelte NeXTStep zurückgeht, ein BSD-Unix mit Mach-Kernel und damals neuartiger grafischer Oberfläche.
Der weltweite Marktanteil (nach Internetnutzung) unter Smartphone-Betriebssystemen betrug Ende 2022 knapp 28 Prozent. iOS ist damit nach Android mit mehr als 72 Prozent das am zweithäufigsten genutzte Smartphone-Betriebssystem weltweit.

## Geschichte und Entwicklung

### Vorgeschichte
Die Entwicklung an iOS begann 2005. Damals war die Idee, einen Tablet-Computer zu entwickeln, von Steve Jobs vorübergehend abgelehnt worden und entschieden worden, dass ein Telefon entwickelt werden sollte. Nach einem ersten „Project Purple“ genannten Prototyp, der ein iPod-Clickwheel besaß, übernahm Scott Forstall, damaliger Leiter der Mac-Softwareabteilung bei Apple, die Leitung der Softwareentwicklung des späteren iPhones. Forstalls Plan war es, ein Telefon mit Mac OS X zu entwickeln. Der daraufhin entstandene Prototyp wurde „Project Purple 2“ oder nur „P2“ genannt. Daraus hervorgegangen sind die Programme „Purple Restore“ zur Installation von iPhone-Prototypen und „Purple Buddy“, der Einrichtungsassistent des iPhones seit iOS 5. Die Software des Prototyps „P2“ – das spätere iOS – wurde auf einem Power Mac G5 entwickelt und später auf einen schwächeren Power Mac G3 übertragen, um die Leistungsfähigkeit eines Smartphones zu simulieren. Die Entwicklungsmannschaft hatte bald darauf den ersten richtigen iPhone-Prototyp fertiggestellt, der im Gegensatz zum fertigen iPhone ein Freescale MX31-SoC anstatt eines Samsung-S5L-SoCs verwendete. An diesen waren sämtliche für den Betrieb des iPhones notwendigen Komponenten wie Modem per Kabel angeschlossen. Um die Geheimhaltung des Projekts zu gewährleisten, wurden nur wenige Mitarbeiter in die Softwareentwicklung eingeweiht. Parallel zum SpringBoard, der allgemein bekannten Benutzeroberfläche von iOS, wurde die Oberfläche SwitchBoard entwickelt, von der sich mehrere Diagnoseprogramme starten lassen, und „SkankPhone“ zur primären Benutzung des iPhones als Telefon. Viele Mitarbeiter am iPhone bekamen das SpringBoard erst bei der Vorstellung auf der MacWorld zu Gesicht.

### Vorstellung auf der MacWorld
Das ursprüngliche Betriebssystem wurde am 9. Januar 2007 zusammen mit dem iPhone auf der MacWorld Conference and Expo vorgestellt. Damals sagte Steve Jobs „auf dem iPhone läuft OS X“. Der Funktionsumfang fiel verglichen zu heute recht spärlich aus, da das iPhone fast nur die Funktionen eines zur damaligen Zeit herkömmlichen GSM-Telefons unterstützte und bis auf die Bedienung per Touchscreen sowie einige der bekannten vorinstallierten Apps noch keine Funktionen eines modernen Smartphones bot. Es fehlten sogar essentielle Komponenten, wie etwa die Tastatureingabe von Umlauten oder die Unterstützung der deutschen Sprache. iPhone OS (iOS) unterstützte zu diesem Zeitpunkt ebenfalls noch keine Apps von externen Entwicklern. Steve Jobs war für ein geschlossenes Betriebs- und Anwendungssystem und meinte, Webapps würden den Dienst von nativ installierten Anwendungen genauso zuverlässig und schnell erledigen. Dennoch verkündete Apple am 17. Oktober 2007 auf Drängen des Vorstands und der Medien, im Februar 2008 ein Software Development Kit (SDK) für Entwickler freizugeben.

### Einführung des iOS SDK

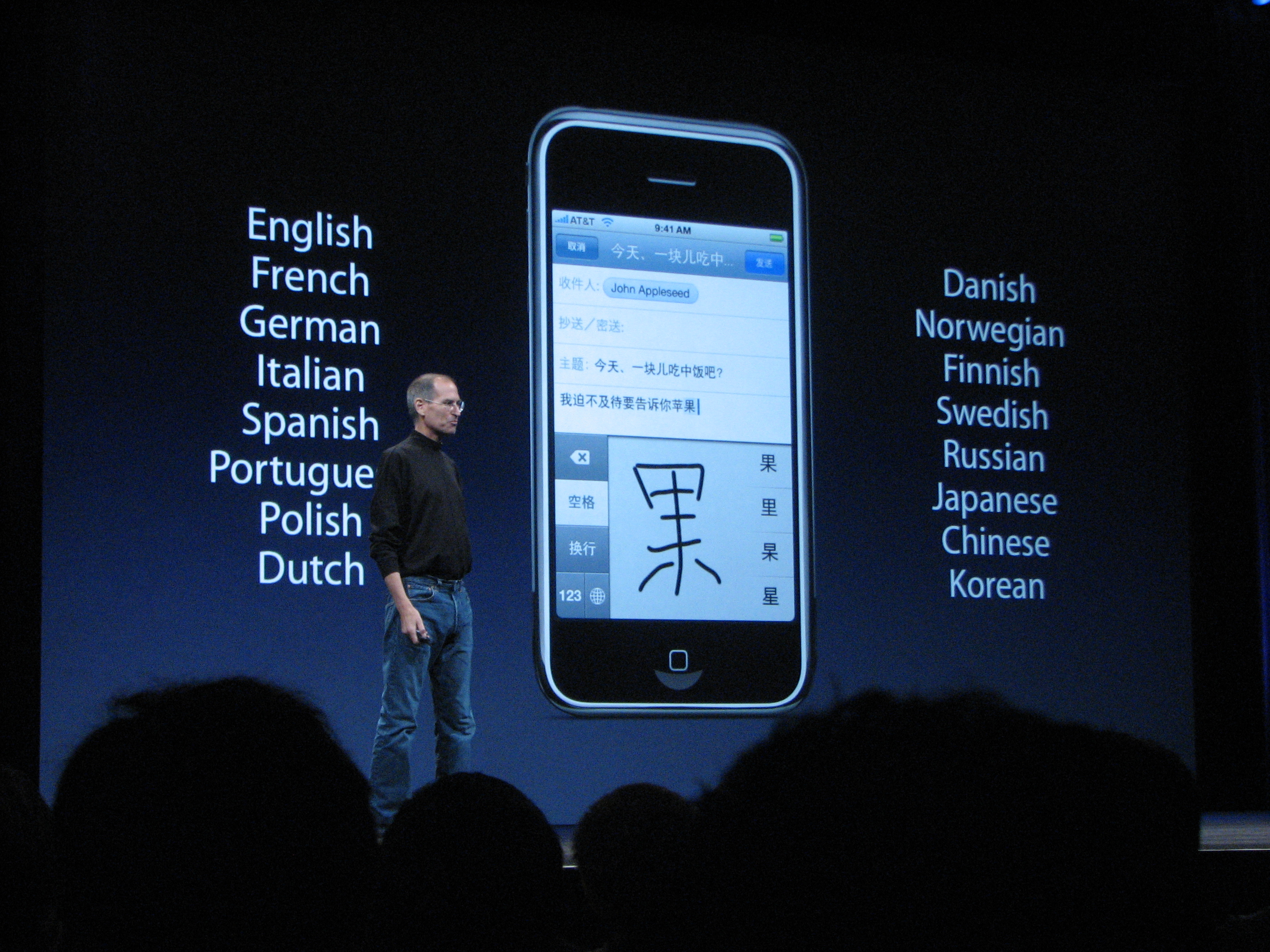
Steve Jobs stellt iPhone OS 2.0 vor

Am 6. März 2008 veröffentlichte Apple dann das SDK für iOS, um Drittentwicklern die Möglichkeit zu geben, Apps für iOS zu entwickeln. Die damit entwickelten Apps lassen sich ausschließlich im ebenfalls mit iPhone OS 2.0 neu eingeführten App Store veröffentlichen. Die direkte Installation von Apps (ohne Einbeziehung des App Stores) ist von Apple nur im Rahmen des Developer Enterprise Program vorgesehen. Hiermit können Firmen unternehmensinterne Apps erstellen und auf den Geräten des Unternehmens installieren. Seit 2015 ist auch ein Entwicklungspaket (SDK) für den AppleTV (tvOS) verfügbar.

### Umbenennung und Zusammenführung
Zunächst wurden das iOS des iPhones und das des iPads als unterschiedliche Versionen betrieben (iPhone OS und „iPad OS“). Technisch gesehen waren die Unterschiede aber gering, daher kann das iPad sämtliche für das iPhone entwickelten Apps ausführen. Dabei gibt es die Option, die App entweder zugunsten einer besseren Sichtbarkeit auf die Bildschirmgröße des iPads anzupassen (sogenanntes Upscaling) oder sie in einem kleinen Fenster anzuzeigen.
Im Juni 2010 benannte Apple dann sein iPhone OS in iOS um. Die nötigen Markenrechte lizenzierte Apple von Cisco Systems, die bereits ein Router-Betriebssystem namens „IOS“ vertrieben. Cisco betont, dass ausschließlich Namensrechte lizenziert wurden.
Schließlich führte Apple Ende November 2010 die Betriebssysteme des iPhones und des iPads zusammen. Die erste gemeinsame Version war iOS 4.2.1.

### Neues Design
Nach der Umstrukturierung der iOS-Softwareentwicklung und der Entlassung von Scott Forstall im November 2012 erfolgte eine komplette Neuausrichtung des iOS-Designs durch den Chef-Designer Jonathan Ive. Das Ergebnis war iOS 7, ein bunteres Betriebssystem, das sich sehr am Flat Design (nicht wie bisher am Skeuomorphismus) orientierte. Visuelle Ebenen (Unschärfen und Transparenz) wurden in vielen der neu designten Standard-Apps hinzugefügt.

### watchOS
Am 9. September 2014 wurde die Apple Watch mit dem dazugehörigen Betriebssystem watchOS (ursprünglich Watch OS), welches auf iOS basiert, vorgestellt. Es besitzt eine angepasste Benutzeroberfläche für das kleinere Display der Apple Watch. Am 24. April 2015 wurde es zusammen mit der Apple Watch veröffentlicht. Die dazugehörige API heißt WatchKit. watchOS 2 wurde auf der WWDC 2015 mit großen Verbesserungen, wie z. B. der nativen Unterstützung für Drittanbieter-Apps, vorgestellt und am 21. September 2015 veröffentlicht.

### iPadOS
Auf der Worldwide Developers Conference am 3. Juni 2019 stellte Apple das Betriebssystem iPadOS vor. Dieses basiert auf iOS und ist nur für iPads erhältlich. Apple kann dadurch den Tablets weitere Funktionen spendieren und die Entwicklung genauer abgrenzen. In der ersten Version wurden Multitasking-Funktionen ausgebaut und es gibt z. B. eine Unterstützung für externe Speichermedien wie Festplatten.

## Bedienkonzept

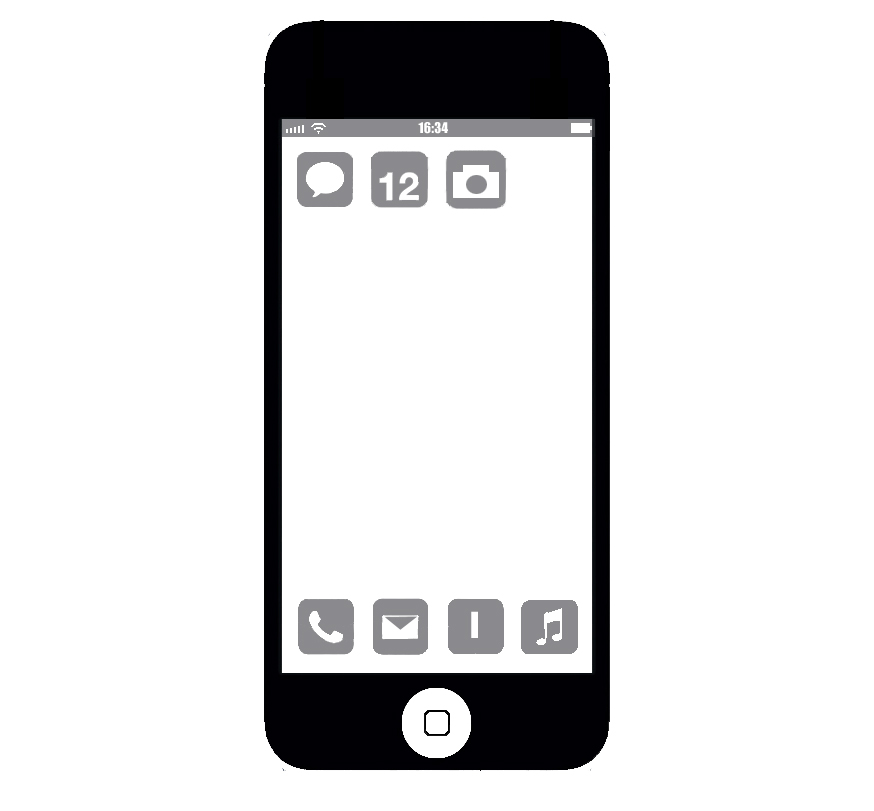
Schematische, beispielhafte Darstellung eines Home-Bildschirms

Das Bedienkonzept von iOS soll möglichst einfach gehalten sein. Somit beschränkt es sich fast ausschließlich auf den Home-Bildschirm – auch Springboard genannt – und die Synchronisierung mit der iCloud bzw. iTunes. iOS wird fast ausschließlich über den Multitouchbildschirm gesteuert, nur das Sperren und Ausschalten des Geräts wird mit dem Lockbutton ausgelöst und das Beenden von Anwendungen (genannt Apps) mit dem Homebutton. Dieser kann das Gerät ebenso wie der Lockbutton aus dem Standby-Modus aufwecken. iOS ist darauf ausgelegt, mit allen anderen Apple-Produkten zusammenzuarbeiten. Es unterstützt Mehrfingergesten („Multi Touch“) mit bis zu fünf Fingern.
Zum Aufnehmen von Bildschirmfotos wird je nach Gerätetyp die Home-Taste oder die Lauter-Taste zeitgleich mit der Einschalttaste betätigt.

### Home-Bildschirm
Der Home-Bildschirm, auch SpringBoard genannt, stellt die eigentliche Benutzeroberfläche von iOS dar. Kennzeichnend für diesen sind die auf einzelnen Seiten als Icons dargestellten Apps, von denen vier im Dock abgelegt werden können, die Statusleiste am oberen Bildschirmrand mit der Uhrzeit, dem Akkuladestand und gegebenenfalls Signalstärken sowie der Sperrbildschirm mit dem Entriegeln-Regler und einer Digitaluhr.
Erst mit der Softwareaktualisierung 1.1.2 war es möglich, Apps zu verschieben und nach Belieben zu ordnen, zu löschen oder mehrere Seiten mit Apps zu erstellen. Ab Version 2.0 ließen sich weitere Apps von Drittanbietern aus dem App Store installieren. Mit iPhone OS 3.0 kam die aus OS X bekannte Spotlight-Suche hinzu, mit der sich nach Inhalten auf dem iOS-Gerät suchen lässt. Im gleichen Zuge fügte Apple auch eine Copy-Paste-Funktion ein. Ebenso kamen mit iPhone OS 3.0 Push-Nachrichten hinzu. Push-Nachrichten werden von Apps an das iOS-Gerät geschickt. Es handelt sich dabei um Textnachrichten, die beispielsweise von Nachrichten- oder Instant-Messaging-Apps stammen können.
Mit iOS 4.0 war es erstmals möglich, Apps in Ordnern zu sammeln. Außerdem konnte man den bis dahin nicht individualisierbaren schwarzen Hintergrund des Home-Bildschirms mit einem eigenen Hintergrundbild versehen. Zudem wurde mit iOS 4 eine Taskleiste eingeführt, die seitdem mit einem Doppelklick auf den Homebutton aufrufbar ist. In dieser Leiste werden die aktuell verwendeten Apps angezeigt und können direkt von dort aufgerufen werden. Seit iOS 4 werden Apps nicht mehr durch den Homebutton beendet, sondern pausiert, sodass sie schneller geladen werden können. Bei Bedarf werden Apps beendet, um Arbeitsspeicher freizugeben; nach zehn Minuten werden jedoch alle Apps, die keine aktive Aufgabe haben, automatisch beendet.
Mit iOS 5 kamen das Notification Center und Siri hinzu. Das Notification Center zeigt die letzten Push-Nachrichten an und lässt sich mit einem Wisch von der Statusleiste nach unten aufrufen. Siri ist ein Assistent, der auf Sprachbefehle reagiert und diverse Aufgaben, wie das Erstellen und Absenden von SMS-Nachrichten, ausführen kann.
Mit iOS 6 wurde das bis dahin vorinstallierte Google Maps durch Apples eigene, anfangs umstrittene Kartenanwendung Apple Maps ersetzt. Im gleichen Schritt wurde auch die YouTube-App entfernt. Google bietet seitdem für iOS eine kostenlose YouTube-App in Apples hauseigenem App Store an.
Seit iOS 7 ist das sogenannte Control Center mit einem Wisch vom unteren zum oberen Bildschirmrand aufrufbar. Im Control Center lassen sich zum Beispiel WLAN und Bluetooth aktivieren oder deaktivieren.
iOS 8 veränderte nur wenige Dinge am Homebildschirm. Laut Apple bietet iOS 8 vor allem für Entwickler mehr Möglichkeiten.
Mit iOS 9 wurden vor allem für die neueren Gerätegenerationen Veränderungen an der Bedienung vorgenommen. Ab dem iPhone 6s und 6s Plus unterstützt iOS 9 eine 3D Touch genannte Technik, mit der sich Untermenüs auf dem Home-Bildschirm und in Anwendungen durch stärkeres Drücken auf den Bildschirm öffnen lassen. Die aus Vorgängerversionen von iOS bekannte Bedienung durch Berühren funktioniert weiterhin. Bei den iPad-Modellen ab dem iPad Air sind die Funktionen Slide Over und Picture in Picture verfügbar. Damit lassen sich Anwendungen im selben Fenster ausführen, jedoch nicht zeitgleich. Eine Anwendung wird vom Bildschirmrand in das aktive Anwendungsfenster gezogen und wird in diesem Moment aktiv; die zuvor laufende Anwendung wird dabei pausiert. Beim Zurückwischen wird die ursprüngliche Anwendung wieder aktiv. Bei Videodarstellung (etwa durch Videotelefonie oder YouTube-Videos) kann das Videoausgabefeld in der aktiven Anwendung an eine beliebige Stelle gezogen werden und bleibt dabei permanent im Vordergrund. Ab dem iPad Air 2 steht des Weiteren die Funktion Split View zur Verfügung, bei der zwei separate Anwendungen auf demselben Bildschirm gleichzeitig nebeneinander laufen.
Mit iOS 14, welches am 22. Juni 2020 über eine Online-Keynote vorgestellt wurde, werden die Nutzer unter anderem Möglichkeiten haben, sogenannte Widgets auf den Home-Screen zu verschieben und einzelne Seiten des Home-Screens auszublenden. Alle Apps werden sich zusätzlich in einer „App Library“ befinden und dort automatisch in Ordner oder alphabetisch sortiert – auch der Sprachassistent Siri wurde hinsichtlich des Designs überarbeitet. iOS 14 ist seit Herbst 2020 für iPhone-Modelle ab dem iPhone SE 1. Gen. und den iPhone-6s-Modellen verfügbar.

### Home-Bildschirm des Apple TV
Die Apple-TV-Software der zweiten und dritten Generation des Apple TV verwendet den gleichen Kernel wie das iOS von iPhone, iPod touch und iPad, wird jedoch über eine Fernbedienung mit sieben Tasten gesteuert und besitzt eine eigene Oberfläche, die sich vom iPhone-Home-Bildschirm deutlich unterscheidet. Apple TV ist primär auf Multimediainhalte ausgelegt, nicht auf das Nutzen von Apps.

### Restriktionen
iOS ermöglicht keinen direkten Zugriff des Nutzers auf das Dateisystem oder die Kommandozeile. Apps laufen in einer Sandbox und können nur innerhalb dieser Sandbox lokale Dateien auf dem Gerät lesen und speichern. Apps können nur aus dem App Store geladen oder über einen Entwicklerzugang installiert werden.
Diese Beschränkungen lassen sich durch einen von Apple nicht autorisierten sogenannten Jailbreak umgehen. Danach hat der Nutzer Vollzugriff auf das Dateisystem und die Kommandozeile des Unix-artigen Betriebssystems, zudem kann er Software aus beliebigen Quellen installieren, etwa über Cydia. Durch einen Jailbreak verliert man jedoch die Garantie.
Bis zum 17. September 2013 war es Nutzern älterer Geräte nicht möglich, Apps über den App Store zu installieren, für die eine neuere iOS-Version erforderlich war. Mittlerweile lassen sich jedoch auch mit älteren Geräten noch kompatible Versionen von Apps über den App Store herunterladen, womit diese Restriktion heute obsolet ist.
Es ist nicht möglich, unter iOS einen Webbrowser zu installieren, der eine eigene Rendering-Engine nutzt. Alle Webbrowser für iOS sind damit lediglich andere Oberflächen für die WebKit-Rendering-Engine. Bis einschließlich iOS 7 wurden alternativen Webbrowsern zudem Geschwindigkeitsverbesserungen an der JavaScript-Engine vorenthalten.
Mit iOS 9 begann Apple ältere, jedoch kompatible Geräte mit 32-Bit-Prozessor (dazu zählen der iPod touch der fünften Generation, die iPhones 4s, 5 und 5c sowie die iPads 2 bis 4 und das iPad mini 1) von einzelnen Funktionen auszuschließen. Für Entwickler hat Apple die Möglichkeit eingeführt, nun Apps zu entwickeln, die unter diesen Geräten nicht kompatibel sind (stattdessen kommt beim Versuch des Herunterladens betreffender Apps aus dem App Store nun die Meldung „Diese App ist nicht mit ihrem Gerät kompatibel“). Auch die mit diesem Update eingeführte Möglichkeit der Installation von Erweiterungen für den Safari-Browser (wie bspw. Werbeblockern) hat Apple für diese Geräte ausgeschlossen. Der mit iOS 9.3 eingeführte Night-Shift-Modus, mit dem die Farbtemperatur des Displays geändert werden kann, ist auf diesen Geräten ebenfalls nicht verfügbar.

## Dateisystem

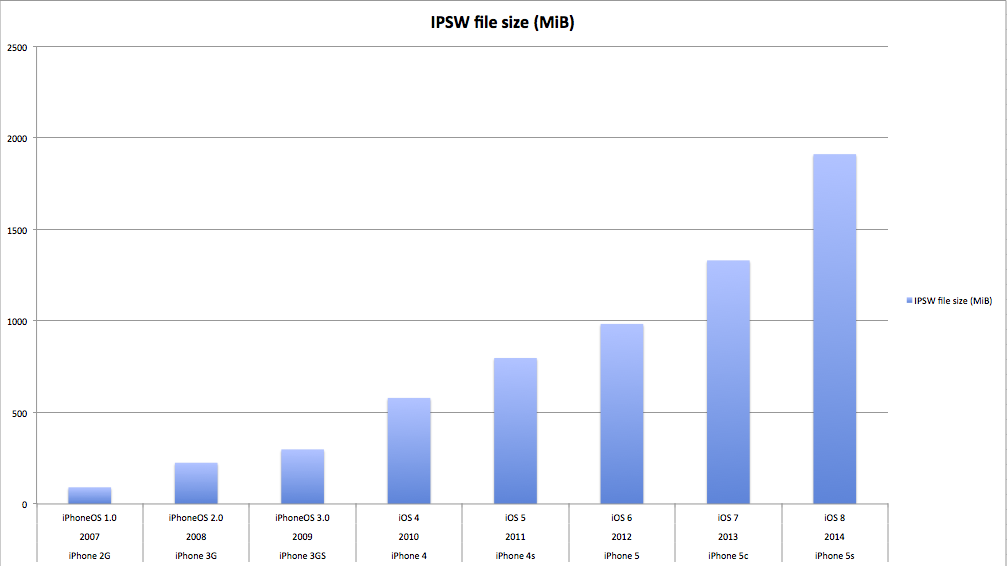
Geschichte der IPSW-Dateigrößenentwicklung von 2007 bis 2014. Die Größe der root-Partition ist äquivalent zur Größe der IPSW-Datei, da diese ausschließlich das Betriebssystem und keine für die Benutzerpartition relevanten Daten enthält.

iOS verwendet seit iOS 10.3 das Apple File System (APFS) als Dateisystem. Es ist für Flash-Speicher optimiert und beinhaltet Funktionen wie Snapshots und Copy-on-Write. Davor wurde HFSX (HFS+ Extended) verwendet, einer Variante des HFS+-Dateisystems. Beim Starten von iOS werden zwei Partitionen eingebunden.
Die Systempartition enthält das sogenannte root-Verzeichnis von iOS, dort befinden sich alle Systemkomponenten wie zum Beispiel das Springboard und die Hintergrunddienste von iOS. Der Benutzer hat keinen Zugriff auf die root-Partition, ohne einen Jailbreak durchzuführen. Die Größe der Partition wird in fast jeder neuen iOS-Version vergrößert. In iOS 6.1 ist diese Partition ca. 1,3 GB groß. Eine manuelle Änderung der Größe ist normalerweise nicht nötig, kann jedoch mit einer modifizierten iOS-Firmware-Datei mittels Jailbreak vollzogen werden. Die maximale Größe der Partition beträgt 4 GB. Die Systempartition ist nur lesbar, und das System kann hier keine Daten verändern.
Die Datenpartition ist unter /private/var sichtbar und enthält den Ordner mobile, das sogenannte User-Verzeichnis. In diesem Verzeichnis werden alle Medien und Einstellungen gespeichert. Die Größe des User-Verzeichnisses hängt von der Speicherkapazität des iOS-Gerätes ab. Die Größe des User-Verzeichnisses wird von iOS als Gesamtgröße des Flash-Speichers angegeben. Dadurch, dass die Systempartition in fast jeder iOS-Version vergrößert wird, verringert sich der nutzbare Speicher des iOS-Geräts nach einer Hauptversions- oder „Major“-Aktualisierung. Die Größe der root-Partition hat sich im Laufe der iOS-Entwicklung mehr als verzwanzigfacht. Das User-Verzeichnis enthält einige Unterverzeichnisse, die wichtigsten davon sind:
- Containers: Hier werden alle Apps aus dem App Store und deren bei der Benutzung anfallenden Daten gespeichert. Die Anwendungen befinden sich dabei im Verzeichnis /Containers/Bundle/Application/, während die Daten in /Containers/Data/ gespeichert werden.[45] Bis einschließlich iOS 7 waren Anwendungsverzeichnis und Datenverzeichnis nicht voneinander getrennt,[46] das Anwendungsverzeichnis hieß schlicht Applications.
- Library: Im Library-Ordner werden sämtliche Einstellungen, die in iOS vorgenommen werden, gespeichert,[42] wie beispielsweise Displayhelligkeit oder Anordnung der Apps auf dem Home-Bildschirm. Wird iOS über ein Over-the-Air-Update auf den neuesten Stand gebracht, so wird dieser Ordner nicht überschrieben und die Einstellungen bleiben erhalten.
- Media: Media enthält alle Medien, die auf ein iOS-Gerät übertragen werden, wie beispielsweise Musik, Filme oder die mit der Kamera-App aufgezeichneten Fotos.[42] Dieser Ordner kann auch ohne einen Jailbreak von entsprechenden Programmen gelesen werden. Seit der iOS-Version 3.0 kann auch Windows den im Media-Ordner enthaltenen DCIM-Ordner als Digitalkamera einbinden.

## Versionen
Diese Auflistung beinhaltet nur die primären Aktualisierungen („Major Updates“) und deren wichtigste Neuerungen. Auch das iOS des Apple TVs wird, da es andere Versionsbezeichnungen trägt, hier nicht aufgeführt; Gleiches gilt für dessen mitgelieferte Applikationen.
| Version | Erscheinungsdatum  | Wichtige Änderungen |
| --- | ------------------ | --- |
| 1.0.x | 29. Juni 2007      | - Erste Version; wurde gemeinsam mit dem ersten iPhone veröffentlicht. - Der erste iPod touch wurde am 14. September mit iOS 1.1 veröffentlicht. |
| 1.1.x | 14. September 2007 | - Einführung des iTunes Stores - Änderung des Taschenrechner Icons - Video-Ausgabe per Dock Connector - Fügt dem iPod touch Apps hinzu, die bisher nur auf dem iPhone verfügbar waren (u. a. Mail) |
| 2.x | 2.0: 11. Juli 2008 | - App Store wird eingeführt - Erweiterungen zur Verwendung in großen Unternehmen (u. a. zentrale Administration, Microsoft Exchange ActiveSync, Sicherheitsfunktionen wie IEEE 802.1X oder IPsec) |
| 2.1.x | 9. September 2008  | - iPod App wurde überarbeitet - Erweiterungen bei den Einschränkungen |
| 2.2.x | 21. November 2008  | - Google-Street-View-Unterstützung - Emoji-Unterstützung |
| 3.0.x | 17. Juni 2009      | - Kopieren und Einfügen hinzugefügt - MMS-Unterstützung - Spotlight: Integration der Systemsuche - Sprachsteuerung (ab iPhone 3GS) - Tethering: Das iPhone kann seine UMTS-Internetanbindung per USB anderen Geräten zur Verfügung stellen. - Find My iPhone erlaubt es, den Standort des iPhones anzuzeigen. (Ab iOS 4 für iPhone 4, iPad oder iPod touch (4. Generation) oder höher kostenlos) - In-App-Purchase erlaubt es, installierte Programme direkt aus diesen heraus um weitere Funktionen zu erweitern und diese über Micropayment zu bezahlen. - Über Bluetooth Bonjour kann das iPhone in Multiplayer-Spielen automatisch eine Verbindung zu Spielern in der unmittelbaren Nähe herstellen. - mHealth-Anwendungen, beispielsweise die Verbindung mit einem Blutdruckmesser über Bluetooth ist jetzt möglich. - Das Bluetooth-Profil A2DP zur Übertragung von Audiodaten in Stereoqualität wird (unter Verwendung der SBC-Kodierung) unterstützt. |
| 3.1.x | 9. September 2009  | - Letzte iOS-Version, die das iPhone und den iPod touch der 1. Generation unterstützt. |
| 3.2.x | 3. April 2010      | - Wurde gemeinsam mit dem iPad veröffentlicht, war nicht für iPhone und iPod touch verfügbar. |
| 4.0.x | 21. Juni 2010      | - Multitasking: Eine Art Multitasking, bei der Apps beim Beenden nicht geschlossen, sondern pausiert werden. - iAd: Neue Möglichkeiten von Werbung innerhalb von Apps werden ermöglicht. - Facetime: Videotelefoniedienst - Hintergrundbild des Startbildschirms änderbar, Ordner können angelegt werden. - Umbenennung von „iPhone OS“ zu „iOS“ |
| 4.1 | 8. September 2010  | - Game Center: Spielenetzwerk für iOS-Spiele (nicht mehr für das iPhone 3G) |
| 4.2.x | 22. November 2010  | - AirPrint: drahtloses Drucken mit unterstützten Druckern - AirPlay: kabellose Übertragung von Audioinhalten zwischen AirPlay-fähigen Geräten - Letzte iOS-Version, die das iPhone 3G und den iPod touch der 2. Generation unterstützt. |
| 4.3.x | 9. März 2011       | - Hotspot: Das iPhone oder iPad (WiFi + 3G/4G-Version) kann die Internetverbindung mit bis zu fünf anderen Geräten über WLAN oder Bluetooth teilen. (iPhone 3GS nur Bluetooth) - AirPlay unterstützt nun auch drahtlose Übertragung von Videoinhalten zwischen AirPlay-fähigen Geräten. |
| 5.0.x | 12. Oktober 2011   | - Einführung von Siri - Mitteilungszentrale: Benachrichtigungen werden darin zusammengefasst. - Twitter ist systemweit integriert. - Erinnerungen und Zu-erledigen-Listen, auf Wunsch mit zeit- oder ortsbasierten Erinnerungen. - Mail unterstützt S/MIME und grundlegende Formatierungen. (fett, kursiv, unterstrichen) - iOS-Geräte sind u. a. zur Inbetriebnahme und für Betriebssystem-Aktualisierungen nicht mehr auf einen Computer angewiesen. - iMessage: kostenloser Nachrichtendienst für alle Nutzer ab iOS 5 - iCloud wurde integriert. - Insgesamt 101 Sicherheitslücken geschlossen |
| 5.1.x | 7. März 2012       | - Letzte iOS-Version, die den iPod touch der 3. Generation und das iPad der 1. Generation unterstützt. - Insgesamt 85 Sicherheitslücken geschlossen |
| 6.0.x | 19. September 2012 | - iCloud mit erweitertem Funktionsumfang (u. a. ist es nun möglich, Fotostreams mit anderen Personen zu teilen oder in Safari geöffnete Tabs zwischen Geräten zu synchronisieren) - Facebook neben Twitter direkt im Betriebssystem integriert - Neue Karten-Applikation Apple Maps (mit 3D-Ansicht und eingebauter Navigationssoftware mit Siri-Sprachausgabe) ersetzt Google Maps - Überarbeitung von Siri (u. a. zusätzliche Sprachen und erweiterter Funktionsumfang) - Facetime-Videogespräche sind nun via Mobilfunknetz (UMTS und LTE) auf dem iPhone 4s/5, iPad (3. Generation und höher) und dem iPad mini ausführbar - Passbook: Tickets (z. B. ein Kino- oder Zugticket) in Passbook auffindbar (für iPhone & iPod touch) - Bedienungshilfen verbessert (Ein-App-Modus, Wechseln in andere Apps nicht möglich) - YouTube ist nicht mehr standardmäßig enthalten. - Kamera: Panoramafoto-Funktion (iPhone 4s/5 und iPod touch (5. Generation)) - Überarbeitung vieler mitgelieferter Apps wie Telefon, Mail oder Safari - Laut Apple insgesamt über 200 Neuerungen - Insgesamt 201 Sicherheitslücken geschlossen |
| 6.1.x | 21. Februar 2013   | - LTE-Unterstützung für 36 weitere Netzbetreiber, u. a. Swisscom (seit iOS 6.1) - Letzte iOS-Version, die den iPod touch der 4. Generation und das iPhone 3GS unterstützt. - Insgesamt 34 Sicherheitslücken geschlossen |
| 7.0.x | 18. September 2013 | iOS 7 ist das erste 64-Bit-Mobil-OS überhaupt, welches für das erste mobile 64-Bit-SoC im Consumersegment, den Apple A7, kompiliert wurde. - Design geändert, Elemente vom minimalistischen Design übernommen - Apps optisch durch halbtransparente Statusleisten und dünnere Schriftarten schlichter gestaltet - Animierte Hintergrundbilder und Menüs mit Parallax-Effekt - Neue App-Symbole - Multitasking für alle Apps basierend auf Nutzungsprofil - Neue Bedienoberfläche; Screenshots der letzten benutzten Apps werden angezeigt - AirDrop: einfaches Teilen von Dateien zwischen iOS-Geräten - Kontrollzentrum: einheitliche Zentrale für Einstellungen und Schnellzugriffe - Mitteilungszentrale: Tagesüberblick; verpasste Mitteilungen; Zugriff aus Sperrbildschirm möglich - Siri: Neue Stimmen; Bing, Twitter und Wikipedia integriert; Systemeinstellungen änderbar - iTunes Radio: Internet-Radiostation basierend auf Lieblingsmusik (vorerst nur in den USA, zu einem späteren Zeitpunkt für andere Länder geplant) - App-Ordner können beliebig groß sein; seitenbasiert - App Store: Apps können automatisch aktualisiert werden - WiFi HotSpot 2.0: Vereinfachte, automatisierte Verbindung zu Hotspots mit kompatibler Hardware über SIM-Karten - Fotos-App mit orts- und zeitbasierten Kollektionen und Jahres-Überblick - Kamera: Farbeffekte und ein quadratisches Format für Fotos integriert; Shortcut nun auch auf iPad; Slow-Motion (ab iPhone 5s) - Insgesamt 85 Sicherheitslücken geschlossen |
| 7.1.x | 10. März 2014      | - Geschwindigkeitsoptimierungen - Optische Änderungen - Überarbeitung der Touch-ID-Erkennung - CarPlay - Letzte iOS-Version, die das iPhone 4 unterstützt. - Insgesamt 104 Sicherheitslücken geschlossen |
| 8.0.x | 17. September 2014 | - Nachrichten: Sprachnachrichten und Schnellzugriffe für Medien - Kontrollzentrum: Überarbeitetes minimalistisches Design - Benachrichtigungen: Schnellzugriffe für Push-Benachrichtigungen - QuickType-Tastatur: Automatisches Vorschlagen von Wörtern, die wahrscheinlich geschrieben werden - Alternative Tastaturen aus dem App Store installierbar - iCloud Drive: Inhalte können direkt in der Cloud gespeichert und bearbeitet werden - Family Sharing: Inhalte wie Fotos, Apps und andere können direkt mit der Familie geteilt werden. - Gesundheit: Sammlung verschiedener Fitness- und Gesundheitsfunktionen in einer App - Interaktion zwischen verschiedenen Apple-Geräten, wie Mac und iOS-Geräten verbessert - Spotlight-Suche: Erweiterte Suche für Webinhalte, Inhalte aus iTunes Stores und mehr - HealthKit: Behebt Fehler, so dass HealthKit-Apps jetzt über den App Store verfügbar gemacht werden können. - iPhoto-Library: Behebt Fehler, die dazu führen können, dass einige Apps nicht auf die iPhoto-Library zugreifen können. - Tastaturen: Behebt Fehler in Verbindung mit Dritthersteller-Tastaturen und der Passcode-Eingabe. - SMS/MMS: Behebt Fehler, die zu unerwarteten mobilen Datennutzung führen können, beim Empfang von SMS und MMS. - Ask to buy: verbesserte Unterstützung von „Ask to buy“ für Family Sharing und In-App-Käufen - Klingeltöne: Behebt Fehler, der dazu führen könnte, dass Klingeltöne manchmal aus iCloud-Backups nicht wiederhergestellt werden können - Safari: Behebt einen Fehler, der das Hochladen von Bildern und Videos in Safari verhindern konnte. - Zuverlässigkeit von Reachability auf dem iPhone 6 und iPhone 6 Plus verbessert - WiFi-Telefonie: Mobilfunkgespräche und SMS können über WLAN abgewickelt werden, falls der Netzanbieter dies unterstützt. - Optimiertes Design und Funktionalität: - Wischgesten für Benachrichtigungen und in Mail - Safari-Tabübersicht für iPad - erweiterte Integration von Drittanbieter-Apps in iOS - Einführung neuer Programmiersprache Swift - Überarbeitung des App Stores: Neue Suche, App Bundles, App Preview, Testflight - 56 Sicherheitslücken geschlossen - iOS 8.0.1 vom 26. September 2014 wurde kurz nach der Veröffentlichung zurückgezogen, da es bei den iPhone-Modellen 6 und 6 Plus nach der Aktualisierung Probleme mit dem Mobilfunkempfang sowie der Touch ID gab |
| 8.1.x | 9. Dezember 2014   | - Fotos: iCloud-Mediathek (Beta), Album „Aufnahmen“ wird hinzugefügt, wenn iCloud-Fotomediathek nicht aktiviert ist, vor der Aufnahme von Zeitraffervideos wird auf Speicherplatzprobleme hingewiesen - Nachrichten: Möglichkeit, an einem Mac oder einem iPad SMS vom iPhone zu empfangen beziehungsweise zu schreiben, behebt mehrere Fehler. - Bedienungshilfen: Behebt mehrere Probleme und verbessert die Zuverlässigkeit. - Apple Pay (nur in den USA) - Geschwindigkeitsoptimierungen - viele Fehlerbehebungen - Insgesamt 48 Sicherheitslücken geschlossen |
| 8.2 | 9. März 2015       | - WatchKit-Unterstützung für Apple Watch ab iPhone 5 verfügbar - 6 Sicherheitslücken geschlossen |
| 8.3 | 8. April 2015      | - CarPlay kann kabellos verwendet werden - neues Emoji-Auswahlmenü und neue Emojis (Auswahl verschiedener Hautfarben hinzugefügt) - Konversationsfilter in iMessage (filtern von Kontakten, die nicht im Adressbuch sind) - Werbung/Spam in iMessage an Apple übermitteln - Geschwindigkeitsoptimierungen - 60 Sicherheitslücken geschlossen |
| 8.4.x | 30. Juni 2015      | - Überarbeitung der Musik-App - Einführung von Apple Music (Nicht für den iPod Touch der 5. Generation) - Verbesserungen an iBooks - Fehlerbehebungen - Insgesamt 105 Sicherheitslücken geschlossen |
| 9.0.x | 16. September 2015 | - Neue Nachrichtenanwendung News - Neuer Task-Switcher - Überarbeitung folgender Anwendungen: - Notizen - Karten - CarPlay - Wallet (früher Passbook) - Siri - Jemals - Neuerungen für das iPad: - Neue Multitaskingfunktionen - Erweiterte Eingabemöglichkeiten mit der Tastatur - Wiedergabe von Videos im Fenster (Bild im Bild) - Weitere Änderungen: - Kleinere iOS-Aktualisierungsdateien - Verbesserung der Akkulaufzeit - Erweiterte Sicherheitsmerkmale - Insgesamt 35 Sicherheitslücken geschlossen |
| 9.1 | 21. Oktober 2015   | - Neue Emojis - Geschwindigkeitsoptimierungen - 55 Sicherheitslücken geschlossen |
| 9.2.x | 19. Januar 2016    | - Verbesserungen bei Apple Music - Fehlerbehebungen und Geschwindigkeitsoptimierungen für iPhone 4s, iPhone 5, iPhone 5c und iPhone 5s sowie iPad 2, iPad 3 und iPad 4 - 63 Sicherheitslücken geschlossen |
| 9.3.x | 25. August 2016    | - Night Shift: Anpassung der Farbtemperatur bei Sonnenuntergang (nur für Geräte mit 64-bit-Prozessor) - Datenschutz: der Zugriff auf die Mediathek kann nun auch für einzelne Apps erlaubt bzw. verweigert werden - Fehlerbehebungen - Schließen von Sicherheitslücken, u. a. „Trident“-Sicherheitslücke (siehe Pegasus) - Letzte iOS-Version, die der iPod touch der fünften Generation unterstützt. - Insgesamt 133 Sicherheitslücken geschlossen - Sofern der Fingerabdrucksensor des iPhone 6 durch einen Austauschsensor (etwa bei der Reparatur des Bildschirmglases) ersetzt worden war, ließen sich betroffene Geräte nach einer versuchten Aktualisierung des Betriebssystems nicht mehr benutzen, da die Installation nicht abgeschlossen werden konnte und die Fehlermeldung 53 angezeigt wurde. Apple reagierte darauf mit dem iOS-Update 9.3, durch dessen Installation der Fehler behoben werden soll. - Durch die Aktualisierung iOS 9.3 ließen sich offenbar ältere Geräte, insbesondere das iPad 2 nicht mehr aktivieren. Nach der Installation von iOS ist eine Aktivierung erforderlich, damit der Benutzer zum SpringBoard gelangt. Apple veröffentlichte daraufhin eine überarbeitete Version von iOS 9.3, bei der dieser Fehler behoben wurde. - iOS 9.3.2 vom 16. Mai 2016 wurde für die 9,7-Zoll-iPad-Pro-Modelle zurückgezogen, da offenbar einige Geräte nach der Aktualisierung nicht mehr benutzbar waren |
| 9.3.6 | 22. Juli 2019      | - Fehlerbehebung bzgl. Uhrzeitanzeige und GPS-Ortung - Letzte iOS-Version, die das iPhone 4s, sowie die iPads 2 und 3 unterstützt. |
| 10.0.x | 13. September 2016 | - Überarbeiteter Sperrbildschirm - Zum Entsperren streichen wurde entfernt; entsperrt wird nun durch Drücken der Home-Taste - Widgets sind im Sperrbildschirm durch Wischen nach rechts einsehbar, ohne den Sperrbildschirm verlassen zu müssen - Die Kamera wird durch Wischen nach links aufgerufen - Über 3D Touch können Benachrichtigungen vergrößert werden, um weitere Informationen sichtbar zu machen - Verbesserte Nachrichten-App (u. a. Sticker, Handschrift-Funktion, Effekte, Geheimtinte-Funktion, Tapback-Funktion, Wörter mit Emojis tauschen mit einem Fingertipp) - Eigenständige Home-App - Neu gestaltete Apps (Karten, Musik, News) - „Memory“-Funktion in der Fotos-App - Vorinstallierte Apps lassen sich entfernen - SiriKit: Siri für Drittanbieter-Apps geöffnet - Erweiterte Mitteilungszentrale - optionale Nutzerdatenerfassung mit Differential Privacy - Verbesserungen im Detail - 1 Sicherheitslücke geschlossen |
| 10.1.x | 24. Oktober 2016   | - Porträt-Funktion mit Bokeh-Effekt (nur für iPhone 7 Plus) - Fehlerbehebungen - 21 Sicherheitslücken geschlossen |
| 10.2.x | 23. Januar 2017    | - 72 neue Emojis nach Unicode 9.0 - Verbessert die Energieverwaltung durch die Minderung der Leistung, wodurch sich ein iPhone mit defektem Akku ab iOS 10.2.1 nicht mehr unerwartet ausschaltet - Fehlerbehebungen - Insgesamt 91 Sicherheitslücken geschlossen |
| 10.3.x | 28. März 2017      | - Apple File System - überarbeitete AppleID-Verwaltung in den Einstellungen - einhändig bedienbare Bildschirmtastatur für iPads - Nutzerdatenerfassung kann auf Wunsch (Opt-in) auf iCloud-Daten ausgeweitet werden - veränderte Startanimation für Apps - Unterstützung für veränderliche App-Icons - lokale Wetterinformationen in Maps integriert - Optimierungen und zusätzliche Funktionen für CarPlay, SiriKit und HomeKit - „Meine AirPods finden“-Funktion - Insgesamt 199 Sicherheitslücken geschlossen - Letzte iOS-Version, die das iPhone 5c sowie das iPad 4 (3.4) unterstützt. |
| 10.3.4 | 22. Juli 2019      | - Fehlerbehebung bzgl. Uhrzeitanzeige und GPS-Ortung - Letzte iOS-Version, die das iPhone 5 und 5S sowie das iPad 4 (3.5/3.6) unterstützt. |
| 11.0.x | 19. September 2017 | - Verbesserte Siri-Stimme - Neues, anpassbares Kontrollzentrum - Dateien-App - ARKit für Erweiterte Realität - Überarbeiteter App Store - „Nicht Stören“ während Autofahrten - „Indoor-Karten“ für Karten - Aktualisierte Notizen-App - Handschrifterkennung - Dokumentenscanner - PDF-Export - Bildschirmaufzeichnung - HEIF-Unterstützung - Neue Filter für Live Photos - Ein-Hand-Tastatur für das iPhone - Verbesserungen für das iPad - Verbessertes Multitasking - Dock - erweiterte QuickType-Tastatur - Bedienhilfe Farben umkehren erweitert mit Option intelligent (hilft gegen Ermüdung und Tendenz zur Kurzsichtigkeit mit schwarzem Hintergrund bei Apps mit weißem Hintergrund) - Fehlerbehebungen - 99 Sicherheitslücken geschlossen |
| 11.1.x | 31. Oktober 2017   | - weitere Emojis, u. v. m. - 24 Sicherheitslücken geschlossen |
| 11.2.x | 2. Dezember 2017   | - Apple Pay Cash - Unterstützung für schnelleres drahtloses Aufladen von iPhone 8, iPhone 8 Plus und iPhone X u. v. m. - Insgesamt 59 Sicherheitslücken geschlossen |
| 11.3.x | 30. März 2018      | - Erweiterte Batterie-Einstellungen - Digitale Patientenakte in der Health-App - Business Chat für iMessage - ARKit 1.5 - Insgesamt 64 Sicherheitslücken geschlossen |
| 11.4.x | 29. Mai 2018       | - AirPlay 2 Mehrraum-Audio - Unterstützung für HomePod-Stereopaare - „Nachrichten“ in iCloud - Fehlerbehebungen und Verbesserungen - Insgesamt 63 Sicherheitslücken geschlossen |
| 12.0.x | 17. September 2018 | - neue Memoji-Funktion sowie vier neue Animojis - Siri arbeitet besser mit Apps zusammen - CarPlay unterstützt Apps von Drittherstellern - Geräte sollen bis zu 70 % schneller werden - Überarbeitung von Aktien, Bücher (vorher iBooks) und Sprachmemos - neue Apps „Maßband“ (vorinstalliert) und „Kurzbefehle“ (im App Store verfügbar) - Einstellungen - Einführung von „Bildschirmzeit“ - Überarbeitung von „Batterie“ - Option zur automatischen Aktualisierung von iOS - Fotos - Überarbeitung der Sektionen „Alben“ und „Suchen“ - Zusammenfassung mehrerer Benachrichtigungen der gleichen App in der Mitteilungszentrale - Gestenbasierte Bedienung auf allen unterstützten iPads ähnlich derer des iPhone X - Problem mit dem Einstecken des Lightning-Anschlusses von iPhone XS und Xs Max behoben - iPhone XS verwendet nicht mehr nur 2,4-GHz-WLAN anstatt 5 GHz - Auf iPad-Tastatur wurden ?123- und Emoji-Tasten vertauscht - Bluetooth-Probleme beseitigt - Problem beim Anzeigen von Untertiteln von Video-Apps von Drittanbietern behoben - Insgesamt 66 Sicherheitslücken geschlossen |
| 12.1.x | 30. Oktober 2018   | - FaceTime mit bis zu 32 Leuten möglich - Einführung der Dual-SIM-Funktion auf iPhone XS, XS Max und XR - mehr als 70 neue Emojis - Tiefenkontrolle in der Kameravorschau des iPhone XS, iPhone XS Max und iPhone XR - Möglichkeit zum Ändern oder Zurücksetzen der Bildschirmzeit für Kinder mit Face ID oder Touch ID - Leistungsverwaltungsfunktion für iPhone 8, iPhone 8 Plus und iPhone X - Verbesserte Zuverlässigkeit von VoiceOver - Fehlerbehebungen - Vorschau für Mitteilungen mit Haptic Touch auf dem iPhone XR - Dual-SIM mit eSIM für weitere Netzbetreiber auf dem iPhone XR, iPhone XS und iPhone XS Max - Aufnahme von Live Photos während eins-zu-eins-FaceTime-Anrufen - Durch Tippen in FaceTime zwischen Front- und Rückkamera wechseln - RTT-Unterstützung (Real-Time Text) für WLAN-Telefonate auf dem iPad und iPod touch - Verbesserungen für Diktierfunktion in Voiceover - Insgesamt 94 Sicherheitslücken geschlossen |
| 12.2 | 25. März 2019      | - 62 Sicherheitslücken geschlossen |
| 12.3.x | 13. Mai 2019       | - 49 Sicherheitslücken geschlossen |
| 12.4.x | 22. Juli 2019      | - iPhone-Migrationsassistent - Vorbereitungen für Kreditkarte Apple Card - Insgesamt 48 Sicherheitslücken geschlossen |
| 12.5.x | 14. Dezember 2020  | - Aktuelle Version für iPhone 5s, iPhone 6, iPhone 6 Plus sowie das iPad Air der ersten Generation - Exposure Notification API zur Unterstützung von Kontaktverfolgungs-Apps im Rahmen COVID-19-Pandemie - Insgesamt 14 Sicherheitslücken geschlossen - Aktuelle Version: 12.5.7 (23. Januar 2023) |
| 13.0 | 19. September 2019 | - Überarbeitete Fotoapp - Kartenmaterial überarbeitet - Bis zu 2x schnellerer App-Start - App-Download kompakter und schneller - Unterstützung für neuen Dienst „Mit Apple anmelden“ (Sign in with Apple) - Integration von Swipe-Eingaben auf der Tastatur - Neue Copy- und Paste-Gesten - Überarbeitete Erinnerungen - Neue UI für Apple CarPlay - ARKit-Überarbeitungen (erkennt Menschen und lässt Objekte hinter ihnen verschwinden) - Dark Mode - 40 Sicherheitslücken geschlossen |
| 13.1.x | 24. September 2019 | - Allgemeine Stabilitätsverbesserungen - Lokale Ortung via U1-Chip - iPad-Unterstützung entfernt (iPad-Tablets verwenden ab dieser Version iPadOS) - Insgesamt 23 Sicherheitslücke geschlossen |
| 13.2.x | 28. Oktober 2019   | - Unterstützung AirPods Pro - Bildalgorithmus „Deep Fusion“ für bessere Kamerafotos mit iPhone-11-Geräten - 70 neue Emojis - Fehlerbehebungen und Verbesserungen - Insgesamt 32 Sicherheitslücken geschlossen |
| 13.3.x | 10. Dezember 2019  | - Insgesamt 55 Sicherheitslücken geschlossen |
| 13.4.x | 24. März 2020      | - Neue Memojis - iCloud-Ordnerfreigabe - Fehlerbehebungen und Verbesserungen - 32 Sicherheitslücken geschlossen |
| 13.5.x | 20. Mai 2020       | - Exposure Notification API zur Unterstützung von Kontaktverfolgungs-Apps im Rahmen COVID-19-Pandemie - Vereinfachtes Entsperren und schnellere Codeeingabe mit Face ID beim Tragen einer Mund-Nasen-Bedeckung - FaceTime: Fehlerbehebungen und Verbesserungen - Behebt eine Sicherheitslücke, die es erlaubte, auf einem Gerät mit iOS 13.5 einen Jailbreak durchzuführen - Insgesamt 47 Sicherheitslücken geschlossen |
| 13.6.x | 15. Juli 2020      | - Einführung von Apple CarKey - Teilen von Krankheitssymptomen aus Health mit Drittanbieter-Apps - Fehlerbehebungen zu iCloud Drive, WLAN-Anrufen, Datenanzeige bei Nutzung einer eSIM - 71 Sicherheitslücken geschlossen |
| 13.7.x | 1. September 2020  | - Verbesserungen der Exposure Notification API: Möglichkeit der Kontaktverfolgung ohne zusätzliche COVID-19-App |
| 14.0.x | 16. September 2020 | - Einführung der App-Clips, eine kompakte Version einer App, die sich auf das Minimum bestimmter Funktionen beschränkt - Einführung von Widgets in unterschiedlichen Größen auf dem Homescreen - Einführung der App-Mediathek, einer Übersichtsseite aller installierten Apps in vordefinierte Kategorien sortiert - Möglichkeit einzelne Homescreens auszublenden - Kompakteres User-Interface bei eingehenden Anrufen und Siri-Abfragen, sowie die Möglichkeit von Bild-in-Bild-Videos - Einführung einer Übersetzungs-App von Apple - Einführung von Funktionen in iMessage; neuen Möglichkeiten Nachrichten direkt zu zitieren, Personen in Gruppenchats zu erwähnen und Konversationen anzuheften - 57 Sicherheitslücken geschlossen |
| 14.1 | 20. Oktober 2020   | - 10-Bit-HDR-Videowiedergabe für iPhone 8 und neuer - Fehlerbehebungen und Verbesserungen |
| 14.2 | 5. November 2020   | - Über 100 neue Emojis - 8 neue Hintergrundbilder - Intercom-Unterstützung - Überarbeitetes Batterielademanagement für AirPods - Fehlerbehebungen und Verbesserungen - 32 Sicherheitslücken geschlossen |
| 14.3 | 14. Dezember 2020  | - Unterstützung Rohdatenformat „ProRAW“ für iPhone 12 Pro und iPhone 12 Pro Max - Fehlerbehebungen und Verbesserungen - 19 Sicherheitslücken geschlossen |
| 14.4.x | 26. Januar 2021    | - Fehlerbehebungen und Verbesserungen - Insgesamt 58 Sicherheitslücken geschlossen |
| 14.5.x | 26. April 2021     | - iPhone entsperren mit FaceID oder Apple Watch (Voraussetzung watchOS 7.4) - Dual-SIM 5G - Unterstützung für PlayStation-5- und Xbox-Series-X/S-Controller - Unterstützung für AirTag in der „Wo ist“-App - Tracking-Abfrage für Apps durch App-Tracking-Transparenz (ATT) - Mehr Sortierungsmöglichkeiten in Erinnerungen - Siri nennt Namen beim Tragen von AirPods- oder Beats-Kopfhörern und unterstützt Annahme per Stimme - Notfallkontakte per Siri möglich - Mehr Infos für Alben und Teilen von Lyrics bei Apple Music - Podcasts-App - Teilen der Ankunftszeit bei Karten bei Routenführung per Auto, Fahrrad oder zu Fuß - Neue Emojis (Version 13.1) - Insgesamt 66 Sicherheitslücken geschlossen |
| 14.6 | 24. Mai 2021       | - Geräte-Entsperrung mittels Sprachbefehl - Nutzung der Apple Card für bis zu fünf weitere Personen möglich (nur USA) - E-Mail-Benachrichtigung für AirTag in der „Wo ist“-App - Fehlerbehebungen und Verbesserungen - 51 Sicherheitslücken geschlossen |
| 14.7.x | 19. Juli 2021      | - Unterstützung für externe MagSafe-Batterie (ab iPhone 12) - HomePod-Timerverwaltung mittels Home-App - Möglichkeit zwei Apple Cards für höheres Kreditlimit zusammenzuführen (nur USA) - Bereitstellung von Luftqualitätsinformationen für Frankreich, Italien, Kanada, Niederlande, Spanien und Südkorea - Fehlerbehebungen und Verbesserungen - Insgesamt 39 Sicherheitslücken geschlossen |
| 14.8.x | 13. September 2021 | - Insgesamt 38 Sicherheitslücken geschlossen - Version 14.8.1 erschien am 26. Oktober 2021 parallel zu iOS 15 |
| 15.0.x | 20. September 2021 | - Neuerungen in FaceTime: - Verbesserte Sprachqualität durch 3D-Audio (ab iPhone XS/XR) - Neue Modi: Stimmisolation, breites Spektrum, Porträtmodus (ab iPhone XS/XR) - Rasterdarstellung zeigt bis zu sechs Personen gleichzeitig an - Nutzer ohne Apple-Gerät können zu FaceTime-Anrufen eingeladen werden - Neues Design für Safari-Browser, Mitteilungen-, Karten- und Wetter-App - Fokus-Modus: Individuelle Profile für die Filterung von Mitteilungen - Siri: Sprachbefehle können nun auch offline verarbeitet werden (ab iPhone XS/XR) - Live Text: Text- und Fotoerkennung für Bilder (ab iPhone XS/XR) - Neue Datenschutzoptionen für Safari, Mail, Siri und andere Apps - Fehlerbehebungen und Verbesserungen - Insgesamt 49 Sicherheitslücken geschlossen |
| 15.1.x | 25. Oktober 2021   | - ProRes-Unterstützung für iPhone 13 Pro und iPhone 13 Pro Max - Facetime: SharePlay-Funktion zum Teilen von Bildschirm- und Medieninhalten - Fehlerbehebungen und Verbesserungen - Version 15.1.1 nur für iPhone 12 und neuer erschienen - 26 Sicherheitslücken geschlossen |
| 15.2.x | 13. Dezember 2021  | - Apple Music: Unterstützung Voice-Abo - Digitale Nachlassverwaltung - App-Datenschutzbericht - Reparaturhistorie (ab iPhone XS/XR) - Fehlerbehebungen und Verbesserungen - Insgesamt 51 Sicherheitslücken geschlossen |
| 15.3.x | 26. Januar 2022    | - Fehlerbehebungen und Verbesserungen - Insgesamt 11 Sicherheitslücken geschlossen |
| 15.4.x | 14. März 2022      | - Face ID: Entsperrung beim Tragen einer Mund-Nasen-Maske (ab iPhone 12) - Siri: Datum und Uhrzeit kann auch offline wiedergegeben werden (ab iPhone XS/XR) - Health und Apple Wallet: Unterstützung digitales COVID-Zertifikat der EU - Neue Emojis - Fehlerbehebungen und Verbesserungen - Insgesamt 46 Sicherheitslücken geschlossen |
| 15.5 | 16. Mai 2022       | - Fehlerbehebungen und Verbesserungen - 39 Sicherheitslücken geschlossen |
| 15.6.x | 20. Juli 2022      | - Fehlerbehebungen und Verbesserungen - Insgesamt 46 Sicherheitslücken geschlossen |
| 15.7.x | 12. September 2022 | - Insgesamt 99 Sicherheitslücken geschlossen |
| 15.8.x | 25. Oktober 2023   | - Letzte iOS-Version, die das iPhone SE (1. Gen.), iPhone-6s- und iPhone-7-Serie unterstützt. - Insgesamt 5 Sicherheitslücken geschlossen - Aktuelle Version: 15.8.4 (31. März 2025) |
| 16.0.x | 12. September 2022 | - Neue Funktionen für Sperrbildschirm: - Verschiedene Sperrbildschirme und Farbschemas konfigurierbar - Acht Stile für die Darstellung der Datums- und Zeitanzeige - Widget-Anzeige - Zufällige Fotowiedergabe - Anzeige von Live-Aktivitäten - „Fokus“-abhängige Darstellung - Neues Design für Push-Nachrichten und „Jetzt läuft“ - Neue Optionen für die Darstellung von Push-Nachrichten - Nachrichten: - Versendete Nachrichten können innerhalb 15 Minuten nachträglich bearbeitet bzw. 2 Minuten gelöscht werden - Aktivitäten können über SharePlay geteilt werden - Wiederherstellung von gelöschten Nachrichten innerhalb 30 Tage - Mail: - Korrekturen und Vorschläge für die intelligente Suche - Neue Funktionen „Später senden“ und „Senden rückgängig machen“ - Gesundheit: - Schritt-, Kilometer- und Energieverbrauchanzeige für jedes iPhone - Medikamentierung (Medikationsliste, Erinnerungs- und Protokollfunktion) - Karten: Neue Funktion zum Hinzufügen von Zwischenzielen - Safari: - Neue Funktionen für Tabgruppen und weitere - Passkeys-Funktion zum Ersetzen von Passwörtern - Version 16.0.1 nur für iPhone-14-Modelle erschienen - Insgesamt 52 Sicherheitslücken geschlossen |
| 16.1.x | 24. Oktober 2022   | - Geteilte iCloud-Fotomediathek - Unterstützung Live-Aktivitäten für Drittanbieter-Apps - Optimierte Unfallerkennung iPhone-14-Modelle - Fehlerbehebungen und Verbesserungen - Insgesamt 43 Sicherheitslücken geschlossen |
| 16.2 | 13. Dezember 2022  | - App Freeform hinzugefügt - Apple Music Sing hinzugefügt - Unterstützung „Notruf SOS via Satellit“ auf den iPhone-14-Modellen - Verbesserungen am Sperrbildschirm vorgenommen - Weitere Funktionen und Fehlerbehebungen - 42 Sicherheitslücken geschlossen |
| 16.3.x | 23. Januar 2023    | - Neue Sicherheits- und Datenschutzfunktionen: - „Erweiterter Datenschutz“ für iCloud verschlüsselt einen Teil der Daten bereits auf dem Gerät (Ausnahme: iCloud-Mails, Kontakte, Kalendereinträge) - Unterstützung von Security-Token-Hardware für Zwei-Faktor-Authentisierung der Apple ID - „iMessage Contact Key Verification“ überprüft die Integrität des Kommunikationskanals - Unterstützung HomePod 2. Generation - Fehlerbehebungen und Verbesserungen - Insgesamt 20 Sicherheitslücken geschlossen |
| 16.4.x | 27. März 2023      | - 21 neue Emojis - Web-Apps-Benachrichtigungen auf dem Home Screen - Duplikaterkennung für geteilte iCloud-Fotomediatheken - Neue Bedienungshilfe verringert in Video die Helligkeit bei blinkendem Licht oder Stroboskopeffekten - „Stimm-Isolation“: Filterung von Umgebungsgeräusche für verbesserte Anrufqualität - Verbesserte Unfallerkennung für iPhone-14-Modelle - Weitere Funktionen und Fehlerbehebungen - Insgesamt 38 Sicherheitslücken geschlossen |
| 16.5.x | 18. Mai 2023       | - Fehlerbehebungen und Verbesserungen - Insgesamt 41 Sicherheitslücken geschlossen |
| 16.6.x | 24. Juli 2023      | - Fehlerbehebungen und Verbesserungen - Insgesamt 35 Sicherheitslücken geschlossen |
| 16.7.x | 21. September 2023 | - Fehlerbehebungen und Verbesserungen - Letzte iOS-Version, die iPhone-8-Modelle und das iPhone X unterstützt - Insgesamt 117 Sicherheitslücken geschlossen - Aktuelle Version: 16.7.11 (31. März 2025) |
| 17.0.x | 18. September 2023 | - Interaktive Widgets - Smart-Display-Funktion „StandBy“ - Austausch von Daten und Kontaktdaten über AirDrop - Anzeige des Kontaktposters bei Anruf - FaceTime-Nutzung auf Apple TV - Karten: Offline-Kartenmaterial - Fehlerbehebungen und Verbesserungen - Insgesamt 53 Sicherheitslücken geschlossen |
| 17.1.x | 25. Oktober 2023   | - AirDrop-Datenübertragung über Internet - Erweiterte Smart-Display-Funktionen (Pro- und Pro-Max-Modelle ab iPhone 14) - Fehlerbehebungen und Verbesserungen - Insgesamt 24 Sicherheitslücken geschlossen |
| 17.2.x | 11. Dezember 2023  | - Neue App „Journal“ - Aufzeichnung von räumlichen Videos für Apple Vision Pro (nur iPhone 15 Pro und Pro Max) - Fehlerbehebungen und Verbesserungen - Insgesamt 11 Sicherheitslücken geschlossen |
| 17.3 | 22. Januar 2024    | - Verbesserter Schutz für gestohlene Geräte - Music: Gemeinsame Wiedergabelisten - Fehlerbehebungen und Verbesserungen - 20 Sicherheitslücken geschlossen |
| 17.4.x | 5. März 2024       | - Neue Emojis - Transkription von Podcasts - Umsetzung der Anforderungen des Gesetzes über digitale Märkte (nur für EU) - Fehlerbehebungen und Verbesserungen - Insgesamt 41 Sicherheitslücken geschlossen |
| 17.5.x | 13. Mai 2024       | - Warnmeldung bei unbekannten Bluetooth-Trackern - Fehlerbehebungen und Verbesserungen - 43 Sicherheitslücken geschlossen |
| 17.6.x | 29. Juli 2024      | - Fehlerbehebungen und Verbesserungen - 41 Sicherheitslücken geschlossen |
| 17.7.x | 16. September 2024 | - Insgesamt 100 Sicherheitslücken geschlossen - Aktuelle Version: 17.7.6 (31. März 2025) |
| 18.0.x | 16. September 2024 | - Individualisierungsmöglichkeiten von App-Icons, des Home Screens, Sperrbildschirms, Kontrollzentrums und Widgets - Neue App „Passwörter“ zum Verwalten, Erstellen und Synchronisierung von Zugangsdaten - Neugestaltung der Fotos-App - Unterstützung Kopfgestensteuerung für AirPods 2 Pro und AirPods 4 - iMessage: Neue Funktionen und RCS-Unterstützung - Fehlerbehebungen und Verbesserungen - Insgesamt 38 Sicherheitslücken geschlossen |
| 18.1.x | 28. Oktober 2024   | - Fehlerbehebungen und Verbesserungen - Apple Intelligence für Geräte mit Gerätesprache „Englisch (USA)“ (nur ab iPhone 15 Pro/Pro Max und neuer, sowie iPhone 16 und neuer) - Insgesamt 34 Sicherheitslücken geschlossen |
| 18.2 | 11. Dezember 2024  | - Apple Intelligence: Neue Funktionen und Unterstützung für weitere englischsprachige Regionen (AU, CA, GB, IE, NZ, ZA) - Fehlerbehebungen und Verbesserungen - 24 Sicherheitslücken geschlossen |
| 18.3.x | 25. Januar 2025    | - Fehlerbehebungen und Verbesserungen - Insgesamt 33 Sicherheitslücken geschlossen |
| 18.4 | 31. März 2025      | - Neue App „Apple Vision Pro“ - Apple Intelligence: Unterstützung für neun weitere Sprachen - Fehlerbehebungen und Verbesserungen - 71 Sicherheitslücken geschlossen |
| Legende:Ältere Version; nicht mehr unterstütztÄltere Version; noch unterstütztAktuelle VersionAktuelle Vorabversion |                    | |

## Applikationen

### Mitgelieferte Applikationen
Eine Reihe von Apps werden mit den iOS-basierten Geräten mitgeliefert. Trotz der Namensgleichheit mit entsprechenden Programmen für Mac OS X sind die Apps für iOS an die jeweilige Benutzeroberfläche angepasst und im Funktionsumfang verändert. Die Applikationen Nike+iPod und iCloud Drive sind standardmäßig ausgeblendet und müssen vom Nutzer erst aktiviert werden. Ab iOS 10 lässt sich der größte Teil der vorinstallierten Apps ausblenden, ab iOS 11 auch deinstallieren. Diese können dann wieder im App Store heruntergeladen werden.
Die folgenden Listen zeigen alle Applikationen, die in der aktuellen Version des Betriebssystems vorinstalliert sind.

#### iPhone, iPad und iPod touch
| Name          | Funktion                                                                                              |
| ------------- | --- |
| Mail          | E-Mail-Programm                                                                                       |
| Apple Safari  | Webbrowser                                                                                            |
| Musik         | Musik abspielen                                                                                       |
| Videos        | Videos abspielen                                                                                      |
| Nachrichten   | SMS & MMS, iMessage                                                                                   |
| Kalender      | Terminverwaltung                                                                                      |
| Fotos         | Fotos und Videoaufnahmen anschauen und bearbeiten                                                     |
| Kamera        | Fotos und Videos aufnehmen und bearbeiten                                                             |
| Facetime      | Videotelefonie                                                                                        |
| Photo Booth   | Fotos und Videos mit Spezialeffekten aufnehmen (nur iPad)                                             |
| Notizen       | Notizzettel                                                                                           |
| Karten        | App für Apples vektorbasierte Karten                                                                  |
| News          | Ordner-App, um Zeitschriften zu lesen (in Deutschland nicht verfügbar)                                |
| Erinnerungen  | Aufgabenliste                                                                                         |
| Uhr           | Weltzeituhr, Stoppuhr, Wecker, Timer und die in iOS 10 eingeführte „Schlafenszeit“ - Funktion         |
| Kontakte      | Adressbuch                                                                                            |
| Einstellungen | Systemeinstellungen                                                                                   |
| iTunes Store  | Zugriff auf den iTunes Store                                                                          |
| App Store     | Apps von Drittanbietern können hier heruntergeladen werden                                            |
| Game Center   | ermöglicht Multiplayer-Spiele gegen andere Nutzer, zentrale Bestenlisten usw.                         |
| iBooks        | Lesen und Kaufen von Büchern im Apple iBooks Store                                                    |
| Podcasts      | Laden und Hören von Podcasts                                                                          |
| Tipps         | zeigt Tipps zur Verwendung des Gerätes                                                                |
| Watch         | zeigt Informationen zur Apple Watch; die Applikation kann zur Konfigurierung der Uhr verwendet werden |
| Home          | Zentrale Steuerung von HomeKit-kompatiblen Smart-Home-Geräten                                         |
| Aktien        | Aktienkurse beobachten                                                                                |
| Sprachmemos   | Tonaufnahmen                                                                                          |
| Maßband       | Ausmessen von Objekten mit Hilfe von ARKit 2 inkl. Wasserwaage                                        |
| Der Rechner   | (einfacher bzw. wissenschaftlicher) Taschenrechner                                                    |

#### iPhone und iPod touch
| Name    | Funktion                                                      |
| ------- | ------------------------------------------------------------- |
| Telefon | Telefonieren (nur iPhone)                                     |
| Wetter  | Wettervorhersage                                              |
| Wallet  | Verwaltung von Gutscheinen, Tickets & Bordkarten              |
| Kompass | Kompass (nur iPhone)                                          |
| Health  | fasst Gesundheits- und Fitnessdaten aus anderen Apps zusammen |

1. ↑  Bis iOS 4.x hieß die Musik-App auf iPhone & iPad iPod.
2. ↑  Bis iOS 4.x waren Videos auf dem iPhone in der iPod-App enthalten.
3. ↑  Bis iOS 6.x war FaceTime auf dem iPhone in der Telefon-App enthalten.
4. ↑  Bis iOS 5.x benutzte die Karten-App Kartenmaterial von Google Maps.
5. ↑  Bis iOS 1.x waren Kontakte auf dem iPhone in der Telefon-App enthalten.
6. 1 2  Seit iOS 8 standardmäßig installiert
7. ↑  Seit iOS 8.2 standardmäßig installiert
8. ↑  Seit iOS 10 standardmäßig installiert
9. ↑  Seit iOS 12 standardmäßig auf Geräten mit A9-Chip oder höher installiert
10. ↑  Ab dem iPad 2 verfügt das iPad ebenfalls über einen Kompass, dieser hat jedoch keine eigenständige App.

Bis iOS 5.x war eine von Apple designte App zum Anschauen von Videos auf YouTube vorinstalliert. Wegen einer abgelaufenen Lizenz wurde die App ab iOS 6.0 nicht mehr in das OS eingebunden. Kurz darauf stellte Google eine überarbeitete YouTube-App im App Store für iOS-6-Nutzer bereit. Eine Alternative zu der App, die eine Apple-ID erfordert, ist die mobile Webseite von YouTube, die in einem Webbrowser aufgerufen werden kann. Google hat die Unterstützung der YouTube-App auf älteren iOS-Geräten serverseitig größtenteils abgeschaltet.
Die standardmäßige Installation der Apple Watch App in iOS 8.2, die zur Konfiguration der Uhr verwendet werden soll, sorgte für Kritik, da die App schon vor Erscheinen der Uhr installiert wurde und sich nicht entfernen ließ.

#### iLife und iWork
Seit Herbst 2013 können die sogenannten iLife- (iMovie und GarageBand) und iWork-Apps (Pages, Numbers und Keynote) für iOS kostenlos heruntergeladen werden. Dies gilt allerdings nur für iOS-Geräte, die nach dem 10. September 2013 gekauft wurden und auch nur für den Erstbenutzer. Wird das Gerät weiterverkauft, verschenkt oder vom selben Nutzer mit einer anderen ID verwendet, erlischt der Gratis-Anspruch und man muss für die Apps den regulären Preis bezahlen.
Seit April 2017 sind die Apps für alle iOS-Nutzer kostenlos.
Auf Geräten mit 64 GB oder mehr internem Speicher sind diese Apps seit Herbst 2014 standardmäßig installiert.

### App Store
Neben den mitgelieferten Standard-Programmen sind im App Store weitere Anwendungen verfügbar. Bis Mai 2013 wurden von dort weltweit mehr als 50 Milliarden Apps heruntergeladen. Sämtliche Apps im App Store werden von Apple kontrolliert, was Sicherheit, aber auch Einschränkungen für den Nutzer bedeutet.

### Apps für Vorabversionen
In der ersten Betaversion von iOS 8 wurde die App Bug Reporter eingeführt, welche mittlerweile Feedback heißt. Sie dient dazu, gefundene Fehler der iOS-Entwickler an Apple zu schicken.

## Kritik

### Erstbetrieb
iOS unterscheidet sich vom Hauptkonkurrenten Android durch die Notwendigkeit einer Internetverbindung zur Freischaltung.

### Anwendungen
Apples zentralisierter Prozess rund um die Veröffentlichung von Apps wird oft skeptisch gesehen. Da es Nutzern schwer möglich ist, aus anderen Quellen als dem App Store Programme zu beziehen, sehen Kritiker in der Nichtzulassung von Programmen eine Zensur. Die Electronic Frontier Foundation kritisiert außerdem, dass Entwickler gezwungen seien, deutliche Einschränkungen hinzunehmen, wenn sie für iOS entwickeln wollten; unter anderem müssten sie ein Geheimhaltungsabkommen unterzeichnen und einen Mitgliedsbeitrag entrichten. Langfristig könne dies demnach innovationshemmend wirken.
Andere Autoren sehen die Kontrolle des App Store dagegen als einen Vorteil an:

“As more consumers have fears about security on the Internet, viruses and malware, they may be happy to opt for Apple’s gated community.”

„Da immer mehr Verbraucher sich Sorgen um die Sicherheit im Internet, Viren und Schadsoftware machen, werden sie sich möglicherweise gern für Apples abgeschottetes System entscheiden.“

Auch die abgeschlossene Natur der Plattform wird kritisiert. Vor allem Entwickler befürchten, dass zukünftige Generationen weniger intensiv an den Geräten herumbasteln können und sich daher nicht für Informatik begeistern werden. Auch einige Nutzer fühlen sich durch die von Apple getroffenen Einschränkungen bevormundet und stören sich an der zu starken Kontrolle, die Apple über die Plattform hat. So kann Apple beispielsweise Programme mithilfe des Apple-Killswitch vom iPhone des Nutzers löschen. Der ehemalige Apple-Chef Steve Jobs erklärte, dass diese Möglichkeit nur auf Schadsoftware abziele.
Viel Kritik erhielt Apple dafür, dass es für iOS keinen Flash Player gab. Nach Darstellung von Apple sei dessen Hersteller Adobe nicht willens oder nicht in der Lage gewesen, eine funktionierende Lösung für iOS zu entwickeln. Steve Jobs äußerte sich im April 2010 in einem offenen Brief zu der Debatte um Flash. Im November 2011 stellte Adobe die Entwicklung des Flash Players für alle mobilen Endgeräte ein, ab August 2012 konnte man das Programm auch nicht mehr herunterladen, womit dieser Kritikpunkt heute obsolet ist.

#### Kameraanwendung
Die Filmauflösung der Videokamera-Anwendung war bis iOS 13.2 nur über das zentrale Einstellungsmenü umzustellen, während ein Zugriff auf diese Einstellung auf Geräten anderer Hersteller innerhalb der Kameraanwendung schneller erfolgen konnte. Ab iOS 13.2 lässt sich die Videoauflösung ebenfalls innerhalb einstellen, allerdings nur ab dem iPhone 11. Frühere iPhones erhielten diese Aktualisierung nicht.

### Kartendienst
Unter iOS 6 wurde ein eigener Kartendienst eingeführt, der wegen gravierender Fehler im Kartenmaterial stark kritisiert wurde. So war das Satellitenmaterial in einigen Fällen schlecht aufgelöst oder nur schwarz-weiß. Apples CEO Tim Cook hat sich in einem offenen Brief entschuldigt und versichert, dass das Kartenmaterial verbessert werden soll. Im Sommer 2013 sagte er diesbezüglich in einem Interview „we screwed up“ („Wir haben versagt“).

### Plagiatsvorwürfe
Apple wird vorgeworfen, Funktionen von iOS nicht selbst entwickelt, sondern lediglich kopiert zu haben. Der britische Entwickler Greg Hughes entwickelte die App WiFi-Sync für iOS 4, die es ermöglichte, iOS-Geräte drahtlos mit iTunes zu synchronisieren. Im iTunes Store wurde diese App abgelehnt, woraufhin Hughes seine Anwendung im Cydia Store einreichte. Apple implementierte die Funktionen von WiFi-Sync anschließend mit identischem Namen und ähnlichem Logo in iOS 5. Teile des Mitteilungssystems auf dem Sperrbildschirm von iOS sollen ebenfalls Kopien einiger Anwendungen aus Cydia sein. In iOS 7 wurde das Control Center eingeführt, mit dem Funktionen wie WLAN oder Bluetooth aktiviert und deaktiviert werden können. Laut Chip Online sei die Vorlage eindeutig das 2008 erschienene SB-Settings, eine Anwendung ebenfalls aus dem Cydia Store, von der viele Elemente übernommen worden sein könnten.
Aufsehen erregte zudem iOS 6 für das iPad, mit dem eine zuvor fehlende Uhr-Anwendung auf dem iPad installiert wurde. Apple stahl das Design der Uhr von Hans Hilfiker, woran die Schweizerischen Bundesbahnen (SBB) die Rechte halten.
Die Tabübersicht des Browsers Safari weise so gravierende Ähnlichkeiten mit Google Chrome auf, dass die beiden Anwendungen kaum voneinander zu unterscheiden seien. In einem Fazit meint Chip Online, dass viele Ähnlichkeiten der Systeme zu offensichtlich seien, um Zufall sein zu können. Direkte Parallelen können offenbar auch zu WebOS gezogen werden, dessen Multitasking-Menü in iOS übernommen wurde.

### Sicherheitslücken
Immer wieder steht der Sperrbildschirm von iOS in der Kritik, da mehrfach Sicherheitslücken aufgefallen sind, die unautorisierten Zugriff auf die Telefon-App gestatteten.
Jedes iOS-Gerät bis einschließlich zum iPhone 4 hat einen Hardwarefehler, der es gestattet, unautorisierten Code auszuführen. Bis zur iOS-Version 3.1.3 lässt sich so durch einen Löschbefehl der Schlüsselbund von iOS löschen, wodurch die Codesperre verschwindet. Mit iOS 4 hat Apple eine zusätzliche Verschlüsselung namens Data Protection eingeführt, die bestimmte Daten zusätzlich mit dem gesetzten Code verschlüsselt. Dies verhindert, dass geschützte Daten ohne Kenntnis des Codes auch bei physischem Zugriff auf dem Gerät lesbar sind.
Der genannte Hardwarefehler lässt sich ebenfalls dazu ausnutzen, auch ab iOS 4 noch unzureichend geschützte Daten auszulesen, ohne den Code einzugeben. Aufgrund der reinen Verschlüsselung über einen Hardwareschlüssel sind ohne Data Protection geschützte Daten auf diesem Weg weiter lesbar. Ab iOS 7 ist die Verschlüsselung zwangsweise, weist jedoch auch noch Lücken auf.
Des Weiteren lässt sich mithilfe des erwähnten Hardwarefehlers auch ein Bruteforce-Angriff gegen die Code-Sperre starten. Wenn nur ein vierstelliger Code genutzt wird, kann er unabhängig von der verwendeten iOS-Version in der Regel nach etwa fünf bis zehn Minuten entschlüsselt werden. In diesem Fall sind die Code-Sperre und Verschlüsselung durch Data Protection bei älteren Geräten wirkungslos.
Bis iOS 7 war es Apple möglich, über ein „proprietäres Verfahren“ die Daten von gesperrten Geräten auszulesen.
Mit der Einführung von iOS 8 im September 2014 gibt es laut Apple keine Möglichkeit mehr, den eingegebenen Passcode zu umgehen, ohne den künftig nicht mehr auf die Daten auf mobilen Geräten zugegriffen werden kann. Durchsuchungsbefehlen von Strafverfolgungsbehörden könne somit nicht mehr nachgekommen werden. Das bestätigt ein Bericht der New Yorker Staatsanwaltschaft. Damit seien Fotos, Nachrichten samt Anhängen, E-Mails, Kontaktdaten, Verbindungsverläufe, iTunes-Inhalte, Notizen und Erinnerungen geschützt. Ein FBI-Mitarbeiter äußerte sich dahingehend, dass Apples Schritt zu der zunehmenden Verdunklung beitrage, die mit der verbreiteten Verwendung von Verschlüsselung einhergehe.
Im Juni 2015 wurde eine Studie veröffentlicht, die gravierende Sicherheitslücken in iOS und OS X beschreibt, mit deren Hilfe sich Passwörter und Daten auslesen lassen; die Forscher nutzten dabei fehlende Sicherheitsmechanismen bei der Kommunikation von Apps untereinander (Cross-App Resource Access, kurz Xara) aus. Entsprechend manipulierte Apps konnten sowohl im iOS- als auch im Mac App Store platziert werden. Apple wurde im Oktober 2014 über die Probleme informiert und erbat sich einen – branchenüblichen – Zeitraum von sechs Monaten für die Fehlerbehebung aus. Bis Juni 2015 hatte Apple den Fehler noch nicht behoben.
Bis zur iOS-Version 9.3.4 existierten drei kritische Sicherheitslücken, die von dem Spyware-Tool Pegasus des Unternehmens NSO Group ausgenutzt wurden und mit Veröffentlichung von Version 9.3.5 im August 2016 von Apple geschlossen wurden.
Mitte 2021 wurde bekannt, dass weitere auf Pegasus basierende Sicherheitslücken in aktuellen iOS-, watchOS- und macOS-Versionen vorhanden sind, welche aktiv ausgenutzt werden. Apple schloss diese Lücken mit dem Update auf iOS-Version 14.8 bzw. 12.5.5. Weitere Sicherheitslücken die durch Pegasus genutzt werden können, wurden im April 2023 in den iOS-Versionen 15.1.1, 15.6, 15.6 und 16.0.3 nachgewiesen.

### Akkulaufzeit
Vereinzelt steht iOS wegen Problemen mit der Akkulaufzeit in der Kritik. Das im März 2014 veröffentlichte iOS 7.1 soll die mögliche Laufzeit der iOS-Geräte stark beeinträchtigen. Ähnliche Probleme gab es auch schon bei Vorgängerversionen von iOS, bei iOS 5 war vom sogenannten Battery Gate die Rede, in Anlehnung an den Antenna-Gate-Konstruktionsfehler des iPhone 4. Abhilfe gegen die magere Akkulaufzeit unter iOS schafft in den meisten Fällen das Wiederherstellen von iOS aus dem DFU-Modus heraus, ohne das anschließende Installieren eines Backups.

### Geschwindigkeit
In der Vergangenheit stand nach der Veröffentlichung neuer iOS-Versionen die Kritik im Raum, dass die Geschwindigkeit einiger Geräte nach den Aktualisierungen nachlasse. So klagten etwa Nutzer über Geschwindigkeitsprobleme des iPhone 4 unter iOS 7 oder des iPhone 4s unter iOS 8. Apple reichte mit iOS 7.1 und iOS 8.1.1 Aktualisierungen nach, um die Stabilität und Geschwindigkeit der Geräte zu verbessern. Weiterhin liegen Berichte vor, dass sich mit weiteren Aktualisierungen die Geschwindigkeit erneut verbessere.
In den Vereinigten Staaten wurde gegen Apple von über 100 Klägern eine Sammelklage angestrebt. Apple wird vorgeworfen, Benutzer wissentlich durch falsche Werbeversprechen getäuscht zu haben. So solle die iOS-9-Softwareaktualisierung bei Apple-internen Tests die Nutzbarkeit des iPhone 4s massiv eingeschränkt haben, Apple solle in der Werbung jedoch wider besseres Wissen Leistungssteigerung und Akkulaufzeitverbesserungen versprochen haben. Die Kläger halten Apple vor, dass zumindest darauf hingewiesen hätte werden sollen, dass durch eine Aktualisierung auf iOS 9 die Benutzbarkeit der Geräte eingeschränkt werden könne. Bei den Klägern sei durch iOS 9 ein finanzieller Schaden entstanden, da ein Zurückspielen von älteren iOS-Versionen nicht möglich ist. Weiter solle Apple vorsätzlich die Benutzbarkeit der Geräte durch Softwareaktualisierungen einschränken, um Kunden zum Kauf eines neuen Geräts zu bewegen.
Im Dezember 2017 deckte Geekbenchentwickler John Poole eine Funktion in iOS auf, die die Systemleistung älterer Geräte durch Reduktion der Prozessortaktfrequenz permanent künstlich senkt, wenn die Ladungsträgerkapazität des eingebauten Lithiumpolymerakkumulators durch natürlichen Verschleiß geringer geworden ist. Betroffen sind das iPhone SE (1. Generation), iPhone 6, iPhone 6s und iPhone 7 mit iOS 10.2.1 bzw. 11.2.0 oder neuer. Apple bestätigte auf Anfrage, dass die Leistung älterer Geräte künstlich gedrosselt werde und kündigte an, diese Praxis zukünftig auch bei weiteren Geräten anzuwenden. Als Grund gibt Apple an, dass die im iPhone verwendeten Lithiumionenakkumulatoren in Lastsituationen nicht mehr die benötigte Leistung liefern können, weil sie im Laufe der Zeit verschleißen oder kalten Temperaturen ausgesetzt werden. Dadurch sei es in der Vergangenheit öfter zur Notabschaltung der Geräte gekommen, was Apple im Rahmen einer positiven Benutzererfahrung und Verlängerung der Produktlebenszeit vermeiden möchte. Französische Verbraucherschützer reichten Ende Dezember 2017 Klage gegen Apple ein, da geplante Obsoleszenz in Frankreich gesetzeswidrig ist. Im Januar 2018 wurde bekannt, dass die französische Justiz Ermittlungen gegen Apple aufgenommen hat. Apple reagierte darauf mit einer Vergünstigung des Akkutausches bei betroffenen Geräten. Kunden konnten bis Dezember 2018 ihre Akkus bei Apple oder Vertragshändlern für 30 € statt 90 € tauschen lassen.

### Mangelnde Unterstützung offener Standards
Es wird immer wieder kritisiert, dass Apple offene Standards nur sehr halbherzig unterstützt. So wurde im Oktober 2016 in Frankreich eine Klage gegen Apple eingereicht, da im Webbrowser Safari die Unterstützung für HTML5 sehr weit hinter dessen aktuellem Stand zurückhängt. In iOS ist dieses Problem besonders eklatant, da die Anbieter anderer Webbrowser nicht ihre eigenen Render-Engines verwenden dürfen, sondern nur auf Apples eigene Render-Engine WebKit und deren eingeschränkte Unterstützung offener Webstandards Zugriff haben. Das Video-Chat-Protokoll FaceTime, das laut ursprünglichen Versprechungen geöffnet werden sollte, ist trotz Kritik weiterhin proprietär.

## Sprachen
Ausgeliefert wird iOS in den Sprachen Französisch, Englisch, Chinesisch, Spanisch, Japanisch, Koreanisch, Italienisch, Portugiesisch, Russisch, Deutsch, Dänisch, Schwedisch, Arabisch, Thailändisch, Finnisch, Polnisch, Vietnamesisch, Norwegisch, Indonesisch, Griechisch, Hebräisch, Rumänisch, Ungarisch, Katalanisch, Tschechisch, Hindi, Malaiisch, Ukrainisch, Kroatisch, Slowakisch.